# James Iroha Uchechukwu
James Iroha Uchechukwu (* 1972, Enugu) je nigerijský fotograf. Narodil se v roce 1972 v Enugu. Je známý svou fotografií, podporou mladých fotografů a předáváním svých znalostí mladým. Na začátku 21. století byl také považován za někoho, kdo rozšiřoval obzory nigerijské fotografie.

## Životopis
Uchechukwu začal studovat sochařství v roce 1990 na Umělecké akademii na University of Port Harcourt. Titul získal v roce 1996 a hned poté pokračoval ve studiu v současné profesi, fotografii. Uchechukwu ve své tvorbě spojuje reprodukci běžné reality s tvůrčím „jazykem“ imaginace, čímž rozšiřuje možnosti fotografie a dává nový směr místnímu umění.
Je spoluzakladatelem Depth of Field (DOF), kolektivu fotografů, umělců a malířů. Ujal se iniciativy a dal dohromady šest talentovaných mladých fotografů, aby vytvořili DOF. Uspořádal několik výstav jejich prací v Nigérii i v zahraničí. Fotografii také vyučuje formou seminářů a workshopů.
V roce 2004 Uchechukwu představil sérii oceněných fotografií o řeznictvích pod širým nebem v Lagosu s názvem Oheň, maso a krev. Série fotografií měla zpočátku dokumentární charakter, ale pozornost veřejnosti si získala i díky své umělecké směsici barevných a kouřových detailních záběrů. Porota Fondu prince Clause z roku 2008 popisuje sérii fotografií jako intenzivní, mocnou a poetickou.
V roce 2005 Uchechukwu obdržel cenu Élan na afrických fotografických setkáních v Mali za dílo Oheň, maso a krev. V roce 2008 byl oceněn cenou prince Clause z Nizozemska. 

## Osobní život
Uche je křesťan. V roce 2007 se seznámil a oženil se svou ženou Chinwe.

## Výstavy
Uchechukwu se zúčastnil několika výstav, včetně následujících:
- 2005: Depth of Field, South London Gallery, Londýn
- 2005: Un autre monde / Another World: VI Rencontres africaines de la photographie, Maison Africaine de la Photographie & Centre de Cultura Contemporània, Bamako
- 2006: 1. Singapurské bienále, Singapur
- 2007: 2. mezinárodní bienále současného umění v Seville (BIACS 2): The Unhomely: Phantom Scenes in Global Society, Centro Andaluz de Arte Contemporáneo, Sevilla
- 2007: Lens on Life: From Bamako to San Francisco, Museum of the African Diaspora, San Francisco
- 2008: Travesia, Centro Atlántico de Arte Moderno, Las Palmas de Gran Canaria
- 2008: Snap Judgments, od Okwui Enwezor, Stedelijk Museum, Amsterdam
- 2009: 8th Bamako Encounters, Bienále africké fotografie-Borders, Bamako
- 2018: Výstava Contesting the Past, Institut afrických studií. Univerzita Ibadan, stát Oyo.
- 2019: A quelle distance est le passé du présent?, LeCentre Benin